# 아마쿠사정
아마쿠사정(일본어: 天草町)은 일본 구마모토현 아마쿠사군에 있던 정이다. 
정내에 국민 휴양 온천지인 시모다 온천이 있다. 또한, 아마쿠사 시모시마의 서쪽에 위치하여 석양이 매우 아름다워 서해안은 선셋 라인으로 불린다. 또한 아리다와 세토 도자기의 원료가 되는 양질의 도석을 생산하는 것으로도 유명하다. 아마쿠사정에서도 도자기를 생산하고 있다. 
2006년 3월 27일에 혼도시·우시부카시, 아마쿠사군 고쇼우라정·구라타케정·스모토정·신와정·이쓰와정·아리아케정, 가와우라정과 합병해 아마쿠사시가 되었다.

## 역사
- 1956년 9월 21일 - 아마쿠사군 다카하마촌, 후쿠레기촌, 시모다촌, 오에촌이 합병해 아마쿠사정이 탄생하였다.
- 2006년 3월 27일 - 혼도시·우시부카시, 아마쿠사군 고쇼우라정·구라타케정·스모토정·신와정·이쓰와정·아리아케정, 가와우라정과 합병해 아마쿠사시가 되었다.

## 교통

### 도로
- 국도 389호선

## 참고 문헌
- 角川日本地名大辞典編纂委員会, 『角川日本地名大辞典 43 熊本県』1987, 角川書店